# صلافيع (يريم)

تعديل مصدري - تعديل

صلافيع محلة تابعة لقرية البلد، التابعة لعزلة عراس بمديرية يريم إحدى مديريات محافظة إب في الجمهورية اليمنية.، بلغ تعداد سكانها 466 حسب تعداد اليمن لعام 2004.